# Бабино (Торопецкий район)
Бабино — деревня в Торопецком районе Тверской области России. Входит в состав Плоскошского сельского поселения.

## География
Деревня расположена в 14 км (по автодороге — 26 км) к юго-западу от посёлка Плоскошь. Находится на правом берегу реки Кунья при впадении в неё реки Оки. Ближайшие населённые пункты — деревни Пестряково и Романово.
Климат
Деревня, как и весь район, относится к умеренному поясу северного полушария и находится в области переходного климата от океанического к материковому. Лето с температурным режимом +15…+20 °С (днём +20…+25 °С), зима умеренно-морозная −10…-15 °С; при вторжении арктического воздуха до −30…-40 °С.
Среднегодовая скорость ветра 3,5-4,2 метра в секунду.

## Население
| 2010 |
| ---- |
| 8    |